# John Nolan
Pour les articles homonymes, voir Nolan.
John Nolan est un acteur anglais né à Londres le 22 mai 1938.

## Biographie
John Nolan est marié avec Kim Hartman depuis 1975 avec qui il fonde une société de production "Quinton Arts". Il est l'oncle paternel des frères Christopher et Jonathan Nolan. 
Il a joué notamment dans le film Batman Begins ainsi que dans The Dark Knight Rises et dans de nombreux épisodes de séries télé, ainsi que dans Following, premier long métrage réalisé par Christopher Nolan.
De 2013 à 2016, il joue John Greer dans la série Person of Interest, créée et scénarisée par Jonathan Nolan.

## Filmographie

### Cinéma

#### Acteur
| Année | Titre                            | Rôle                | Notes |
| ----- | -------------------------------- | ------------------- | ----- |
| 1975  | Bequest to the Nation            | Capitaine Blackwood |       |
| 1978  | La Terreur des morts-vivants     | James Garrick       |       |
| 1979  | The World Is Full of Married Men | Joe                 |       |
| 1999  | Following, le suiveur            | le policier         |       |
| 2005  | Batman Begins                    | Fredericks          |       |
| 2012  | The Dark Knight Rises            | Fredericks          |       |
| 2017  | Dunkerque                        | vieil homme aveugle |       |

#### Production
| Année | Titre                   | Rôle               | Notes |
| ----- | ----------------------- | ------------------ | ----- |
| 2005  | Ghosts Never Sleep      | Producteur associé |       |
| 2006  | La Cité des zombies (V) | Producteur associé |       |

### Télévision
| Année     | Titre                  | Rôle                        | Notes                                                     |
| --------- | ---------------------- | --------------------------- | --------------------------------------------------------- |
| 1965      | ITV Playhouse          | Ray                         | Épisode : Lucky for Some                                  |
| 1967      | Le Prisonnier          | jeune client                | Épisode 13 : L'Impossible Pardon                          |
| 1969      | Hadleigh               | Mick                        | Épisode : Patron of the Arts                              |
| 1969      | Strange Report         | Cliff Hunt                  | Épisode : Report 8319: Grenade - What Price Change?       |
| 1970      | Daniel Deronda         | Daniel Deronda              | 6 épisodes                                                |
| 1970-1971 | Doomwatch              | Geoff Hardcastle            | 10 épisodes                                               |
| 1973      | Shabby Tiger           | Nick Faunt                  | 7 épisodes                                                |
| 1974      | Angoisse               | Marty Fuller                | Saison 3, épisode 4 : Le Mur (In the Steps of a Dead Man) |
| 1974      | Marked Personal        | Sean Carter                 | 2 Épisodes : #1.51 et #1.52                               |
| 1975      | Regan                  | Bernie Conway               | Saison 1 épisode 9 : Golden Boy                           |
| 1975      | Six Days of Justice    | Dr. Bryant                  | Saison 4 épisode 2 : Belonging                            |
| 1976      | Dickens of London      | Willis                      | Épisode 5 : Success                                       |
| 1977      | Crown Court            | Insp. Fleming               | Épisode : A Sheep in Wolf's Clothing: Part 1              |
| 1977      | ITV Sunday Night Drama | Milos                       | Épisode : A Superstition                                  |
| 1978      | 1990                   | Tomson                      | Épisode : Pentagons                                       |
| 1978      | Target                 | Scott Taylor                | Saison 2 épisode 6 : The Trouble with Charlie             |
| 1979      | Le Retour du Saint     | Corey                       | Épisode 18 : La Vie de château                            |
| 1980      | Enemy at the Door      | Paddy Burke                 | Saison 2 épisode 12 : The Education of Nils Borg          |
| 1980      | ITV Playhouse          | Doctor                      | Épisode : A Rod of Iron                                   |
| 2001      | Masterpiece            | Balthazar                   | Épisode : The Merchant of Venice                          |
| 2003      | Affaires non classées  | M O'Gara                    | Saison 7 Épisode 1 : Retour de flamme (Answering Fire)    |
| 2013-2016 | Person of Interest     | John Greer                  | Saisons 2-5                                               |
| 2024      | Dune: Prophecy         | Speaker of the High Council | Saison 1 épisode 4 : Twice Reborn                         |